# Rejon strzyłecki
Rejon strzyłecki (ukr. Стрілківський район) – dawna jednostka podziału administracyjnego Ukraińskiej Socjalistycznej Republiki Radzieckiej w Związku Socjalistycznych Republik Radzieckich w latach 1940–1941 i 1944–1959. Należał do obwodu drohobyckiego. Siedziba władz rejonu znajdowała się w Strzyłkach.
Rejon strzyłecki został utworzony 17 stycznia 1940 na podstawie dekretu Prezydium Rady Najwyższej USRR o podziale na rejony zachodnich obwodów USRR, kiedy to w obwodzie drohobyckim utworzono 30 rejonów, między innymi strzyłecki. Objął następujące obszary, należące przed wojną do gminy Stary Sambor powiatu samborskiego w województwie lwowskim.
- całą gminę Ławrów;
- całą gminę Strzyłki;
- północną część gminy Rozłucz (bez gromad Rozłucz i Wołosianka Mała);
- północną część gminy Łomna (bez gromad Bereżek, Boberka, Chaszczów, Dniestrzyk Dębowy, Łomna i Żukotyn).

Rejon strzyłecki przestał istnieć wraz z wybuchem wojny niemiecko-radzieckiej 22 czerwca 1941. Jego tereny weszły w skład Landkreis Drohobycz dystryktu galicyjskiego Generalnego Gubernatorstwa.
Rejon został odtworzony 31 lipca 1944, po zajęciu tych terenów przez Armię Czerwoną.
W 1946 roku rejon strzyłecki podzielony był na 32 rad wiejskich (stan na 1 września 1946):
Буньковицька 
- rada wiejska Busowisko (Бусовиськівська сільська рада) – wieś Busowisko (Бусовисько);
- rada wiejska Bystre (Бистренська сільська рада) – wieś Bystre (Бистре);
- rada wiejska Dniestrzyk (Дністрицька сільська рада) – wieś Dniestrzyk (Дністрик);
- rada wiejska Gałówka (Галівська сільська рада) – wieś Gałówka (Галівка);
- rada wiejska Grąziowa (Грозівська сільська рада) – wieś Grąziowa (Грозьова);
- rada wiejska Gwoździec (Гвоздецька сільська рада) – wieś Gwoździec (Гвоздець);
- rada wiejska Hołowiecko (Головецьківська сільська рада) – wieś Hołowiecko (Головецько), chutor Babina (Бабина), chutor Kamień (Каминь);
- rada wiejska Jasienica Zamkowa (Ясенице-Замківська сільська рада) – wieś Jasienica Zamkowa(Ясениця-Замкова);
- rada wiejska Lenina Mała (Малолінинська сільська рада) – wieś Lenina Mała (Мала Лінина, wieś Potok (Потік);
- rada wiejska Lenina Wielka (Великолінинська сільська рада) – wieś Lenina Wielka (Велика Лінина);
- rada wiejska Lipie (Лип'єцька сільська рада) – wieś Lipie (Лип'є);
- rada wiejska Ławrów (Лаврівська сільська рада) – wieś Ławrów (Лаврів);
- rada wiejska Łopuszanka (Лопушанська сільська рада) – wieś Łopuszanka (Лопушанка);
- rada wiejska Łopuszanka Chomina (Лопушанко-Хоминська сільська рада) – wieś Łopuszanka Chomina (Лопушанка-Хомина);
- rada wiejska Łużek Górny (Верхнолужоцька сільська рада) – wieś Łużek Górny (Верхній Лужок);
- rada wiejska Michniowiec (Михновецька сільська рада) – wieś Michniowiec (Михновець).
- rada wiejska Mszaniec (Мшанецька сільська рада) – wieś Mszaniec (Мшанець);
- rada wiejska Niedzielna (Недільнянська сільська рада) – wieś Niedzielna (Недільня);
- rada wiejska Płoskie (Плоскенська сільська рада) – wieś Płoskie (Плоске);
- rada wiejska Rypiany (Ріп'янська сільська рада) – wieś Rypiany (Ріп'яна);
- rada wiejska Smereczka (Смеречківська сільська рада) – wieś Smereczka (Смеречка);
- rada wiejska Sosnówka (Соснівська сільська рада) – wieś Sosnówka (Соснівка);
- rada wiejska Spas (Спаська сільська рада) – wieś Spas (Спас);
- rada wiejska Strzyłki (Стрілківська сільська рада) – wieś Strzyłki (Стрілки), chutor Młyny (Млини);
- rada wiejska Terszów (Тершівська сільська рада) – wieś Terszów (Тершів), chutor Zawadka (Завадка);
- rada wiejska Topolnica (Топільницька сільська рада) – wieś Topolnica (Топільниця);
- rada wiejska Turze (Тур'ївська сільська рада) – wieś Turze (Тур'є);
- rada wiejska Tycha (Тихівська сільська рада) – wieś Tycha (Тиха);
- rada wiejska Tysowica (Тисовицька сільська рада) – wieś Tysowica (Тисовиця);
- rada wiejska Wiciów (Бандрівська сільська рада) – wieś Wiciów (Виців);
- rada wiejska Wielkosiele (Великосільська сільська рада) – wieś Wielkosiele (Великосілля);
- rada wiejska Wołosianka Wielka (Великоволосянська сільська рада) – wieś Wołosianka Wielka (Велика Волосянка);

10 grudnia 1951 zniesiono trzy wiejskie rady:
- rada wiejska Bystre (Бистренська сільська рада) – wieś Bystre (Бистре);
- rada wiejska Lipie (Лип'єцька сільська рада) – wieś Lipie (Лип'є);
- rada wiejska Michniowiec (Михновецька сільська рада) – wieś Michniowiec (Михновець).

Przyczyną tego było włączenie tej części rejonu strzyłeckiego do Polski w ramach umowy o zmianie granic z 15 lutego 1951, w zamian za Sokalszczyznę. Fragment ten odpowiadał zachodniej części przedwojennej gminy Łomna (gromady Bystre, Lipie i Michniowiec) oraz niewielkiemu niezamieszkanemu fragmentowi przedwojennej gminy Ławrów (stoki Mszańca między Bandrowem Narodowym a Bystrem). Obszary te weszły w skład reaktywowanej gminy Czarna w nowo utworzonym powiecie ustrzyckim w woj. rzeszowskim, gdzie zostały przekształcone w gromady (Bystre, Lipie, Michniowiec). Równocześnie, na skutek przecięcia nową granicą naturalnych ciągów komunikacyjnych w rejonie, wiejską radę Łopuszanka wyłączono z rejonu strzyłeckiego i włączono do rejonu turczańskiego (jedyne połączenie drogowe Łopuszanki ze Strzyłkami szło przez Michniowiec, który odpadł od Polski, przez co zostało tylko południowe połączenie z Chaszczowem w rejonie turczańskim).
21 stycznia 1959 rejon strzyłecki zniesiono, włączając jego obszar do rejonu starosamborskiego.